# عبد الواحد الخنيزي
عبد الواحد بن حسن الخنيزي (2 يناير 1927 - 10 يونيو 1982) (28 جمادى الآخرة 1345 - 18 شبعان 1402) شاعر سعودي. ولد بالقطيف ونشأ وتعلّم بها. ينتمي إلى أسرة معروفة قطيفية بارزة في الأدب وهو حفيد أبو الحسن الخنيزي وعمّه الشاعر عبد الله الخنيزي. عمل عبد الواحد موظفًا بدائرة الأحوال المدنية ثم اشتغل بالأعمال الحرة. له ثلاثة دواوين شعر هي حب وأمل مخطوط وربعياتي 1973 ورسمت قلبي 1973. توفي في مسقط رأسه إثر سكتة القلبية عن عمر يناهز 55 عاما.

## سيرته
ولد عبد الواحد بن حسن بن أبو الحسن علي الخنيزي القطيفي في قلعة القطيف بمدينة القطيف في شرقي المملكة العربية السعودية في 2 يناير 1927 / 28 جمادى الآخرة 1345 ونشأ بها على والده. تلقى تعليمه على أيدي علماء مدينته وقرأ دورسه الأولية فيها 

عمل موظفًا بدائرة الأحوال المدنية في منطقة القطيف، ثم اشتغل بالأعمال الحرة. تنقل بين السعودية ومصر ولبنان. بتشجيع من عمه عبد الله الخنيزي ورعايته، تعلم النظم ونمت شاعريته بالقراءة والاطلاع على كتب الأدب. 

توفي عبد الواحد الخنيزي في مسقط رأسه مساء 10 يونيو 1982/ 18 شبعان 1402 بالسكتة القلببية.

## شعره
له قصائد نشرتها صحف ومجلات ودوريات عصره في السعودية ولبنان، وثلاثة دواوين شعر هي حب وأمل مخطوط وربعياتي 1973 ورسمت قلبي 1973.

ذكره عبد العزيز البابطين في معجمه وقال عن أسلوبه في الشعر «يلتزم شعره الوزن والقافية، تغلب عليه النزعة الوجدانية، يميل إلى السرد والقص الشعريين، معظم قصائده في التعبير عن العاطفة ومظاهر الجمال في الحياة والكون، وبعضه في التعبير عن قضايا الوطن المعاصرة له، في شعره نزعة تفاؤل ومحاربة اليأس والشكوى.» 

وفي رأي فؤاد نصر الله «من سمات القصائد الشعرية لعبد الواحد الخنيزي، ميله الشديد للتجربة الوجدانية، والنزعة الواضحة للسرد في أشعاره، ومعالجته الهادئة لقضايا اجتماعية وسياسية عبر مسارات القص، الشيء الذي جعل أعماله ممتعة، تجمع بين البساطة في التناول وبين عمق التأثير، الشيء الذي حفظ لقصائده التفوق والخلود.» وشعره «منفتح على التجربة الإنسانية في مساراتها المختلفة».

هو شاعر مقل الذي توفي وهو 55 سنة وليس له أكثر من ثلاثة ديوان لكنه شاعر عاطفة ووجدان من وجهة نظر النقاد، ولا يهجو ولا يمدح «بل صيرته المعاناة فنانًا مرهف الإحساس صادق التعبير. وله قصائد غزلية من النوع الذي يؤاخذ عليه.» من شعره بعنوان ابتسمْ للحياة: